# Eugenacris
Eugenacris är ett släkte av insekter. Eugenacris ingår i familjen gräshoppor.
Kladogram enligt Catalogue of Life:
| Eugenacris | \| \| Eugenacris portentosa \| \| \| \| \| \| Eugenacris pulchra \| \| \| \| |
|            | \| \| Eugenacris portentosa \| \| \| \| \| \| Eugenacris pulchra \| \| \| \| |
|            | Eugenacris portentosa                                                        |
|            |                                                                              |
|            | Eugenacris pulchra                                                           |
|            |                                                                              |